# ワルワーラ・ブブノワ

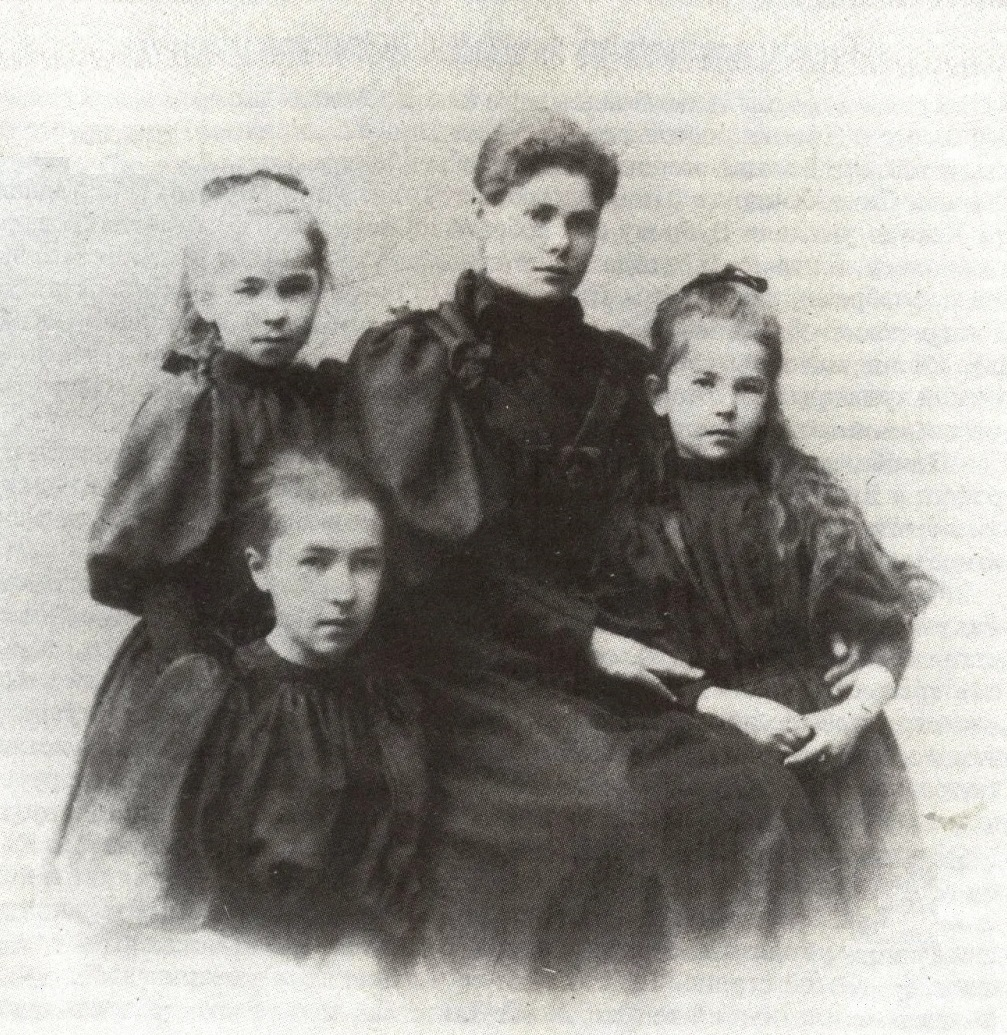
母アンナ・ニコラエヴナ・ブブノワ（中央）とマリヤ（左手前）、ワルワーラ（左後ろ）、アンナ（右端）の三姉妹

ワルワーラ・ブブノワ（Варвара Дмитриевна Бубнова 1886年5月17日 - 1983年3月28日）は、ロシア帝国出身の美術家。

## 概要
日本で創作活動のかたわら、ロシア語・ロシア文学教師としても活躍した。日本の洋楽揺籃期に貢献した小野アンナの実姉である。二人はともに、戦前から戦後復興期の日本において芸術家・教育者として活躍した。

## 略歴
サンクトペテルブルクの上流市民に生まれる。ロシアの大詩人、アレクサンドル・プーシキンは遠い親戚にあたる。語学と文芸を愛好する貴族階層出身の母親の影響で、少女時代からピアノと美術を学ぶ。
1907年にペテルブルク帝室美術アカデミーに入学。1914年に卒業後は、ペテルブルクの女子校において美術教師を、その後はモスクワの博物館において研究員を務めた。ロシア革命前後から、「ロバの尻尾」同人としてロシア・アヴァンギャルド美術部門の振興に加わった。ソ連建国後は、美術研究所の講師や学芸員を務めながら、地道に制作活動を続けていたが、1921年に妹アンナにより二科展に出展された油絵が、入選作品となったのを機に、翌1922年に母親を連れて来日した。
1924年より早稲田大学文学部（1937年のロシア文学科閉鎖まで）、1927年より東京外国語学校（1945年まで）のそれぞれロシア語非常勤講師に就任。1927年には、白系ロシア人のゴローフシチコフと結婚した。1945年4月初旬には、政府より強制疎開を命じられてレオ・シロタ夫人アウグスティーネの援助により軽井沢に移住した（妹アンナものちに同居）。移住当時は、ロシアの初夏を憶い出させる軽井沢の風光や、騒音・サイレンや警察や憲兵の圧迫がなかったことから「まことに快適な愉しい気持」だったというが、特高や憲兵たちが移駐して来ると精神的にも物質的にも厳しい状況に置かれていったという。
1946年に早稲田大学にロシア文学科が再開されると、教壇への復帰を果たしている。1955年には北海道大学の夏期講座を主宰したのち、1956年からは日ソ学院のロシア語・ロシア文学講師にも就いた。
1958年2月に、日本橋の白木屋において「画業50年記念展」が催されたのを見届けると、一切の公職から退き、ソ連に帰国。後に妹アンナも帰国した。アブハジアのスフミに居を構え、翌年よりソ連美術家同盟会員として制作活動を始め、以降、トビリシ、スフミ、モスクワ、レニングラードで個展を開いた。
1979年に妹アンナがスフミにて他界すると、レニングラードに移転し、余生を送った。1981年には、生誕90周年記念展覧会がレニングラードで催され、1982年には日本政府より勲四等宝冠章を贈られている。
もともとブブノワは油彩画家だったが、来日して日本の新興画壇と交流を深めるうち、版画やリトグラフに表現の可能性を見出すようになった。戦後には、棟方志功主宰の日本版画院にも参加し、棟方からも高い評価を勝ち得ている。また、戦前から挿絵画家や装幀家としても活動を続けていた。これらの分野の活動は、ソ連に帰国後も引き続き取り組んでいた。
ブルーノ・タウトが来日した際には、語学力とゆたかな教養を買われて通訳をつとめたと言われる。
2008年夏、ブブノワが描いたイコン「総ての悲しむ者の慰藉（なぐさめ）」（Всех скорбящих Радосте）が発見された。これは鈴木道剛が、1925年9月の正教時報に、関東大震災による火災と破壊でイコンを失ったニコライ堂に、ブブノワがイコンを献納したとの記事を発見した事をきっかけに、仙台の主教（肩書当時）セラフィム辻永昇がニコライ堂の倉庫を探索して発見したものである。イコンを画いたということはブブノワは正教徒であったと考えられる(ブブノワは正教徒ではなく共産主義者だったので、熱心な正教徒であった小野アンナのために描いた可能性がある。)が、前衛画家であるブブノワが伝統的なイコンをなぜ画いたのかは謎である。鈴木道剛は「アバンギャルド（前衛派）のイコンとして極めて重要な作品となる可能性がある」と述べている。このイコン作品は、2016年現在、仙台ハリストス正教会の信徒会館ホールに置かれている。
2016年5月15日、多磨霊園で妹小野アンナと共に功績を称えられる記念碑が除幕され、ニコライ堂の司祭によって成聖された。